# Terry Wright
Terence John Wright (Auckland, 21 de marzo de 1963) es un contador público y ex–jugador neozelandés de rugby que se desempeñaba como fullback.

## Selección nacional
Fue convocado a los All Blacks por primera vez en junio de 1986 para enfrentar a Les Bleus, era conocido por su delgadez y disputó su último partido en octubre de 1991 ante el XV del Cardo. En total jugó 30 partidos y marcó 18 tries para un total de 72 puntos (un try valía 4 puntos hasta 1993).

### Participaciones en la Copa del Mundo
Disputó las Copas del Mundo de Nueva Zelanda 1987 donde se consagró campeón del Mundo y los All Blacks dominaron el torneo de principio a fin e Inglaterra 1991 donde jugó su último mundial, le marcó un triplete a las Águilas y Nueva Zelanda resultó eliminada por los Wallabies en semifinales y luego venció al XV del Cardo en el partido por el tercer lugar.
| Mundial                       | Sede          | Resultado     | PJ | Tries |
| ----------------------------- | ------------- | ------------- | -- | ----- |
| Copa Mundial de Rugby de 1987 | Nueva Zelanda | Campeón       | 1  | 0     |
| Copa Mundial de Rugby de 1991 | Inglaterra    | Tercer puesto | 4  | 3     |

## Palmarés
- Campeón del South Pacific Championship de 1988, 1989 y 1990.
- Campeón de la Mitre 10 Cup de 1984, 1985, 1987, 1988, 1989, 1990 y 1993.